# Osio Sopra
Osio Sopra – miejscowość i gmina we Włoszech, w regionie Lombardia, w prowincji Bergamo.
Według danych na styczeń 2009 gminę zamieszkiwało 5060 osób przy gęstości zaludnienia 1012 os./1 km².